# ヘルマン・シュミッツ
ヘルマン・シュミッツ（ドイツ語: Hermann Schmitz、1928年5月16日 - 2021年5月5日）は、ドイツの哲学者。全5巻10分冊の大著『哲学体系（System der Philosophie）』（1964年 - 1980年）により、〈新しい現象学〉を展開した。身体と感情の現象学で知られるが、その業績は、存在論、認識論、時間論、空間論、宗教論、芸術論、法哲学、自由論、共同体論など、きわめて多岐にわたる。

## 略歴
1928年、ドイツのザクセン州ライプツィヒで生まれた。ギムナジウム時代の1939年、家族とともにボンに居を移す。1948年から1953年まで、ボン大学で哲学を専攻し、エーリッヒ・ロータッカーに師事して学ぶ。1955年に博士号、1958年に教授資格を取得し、キール大学哲学研究室の助手になった。1971年に正教授に就任。1993年まで教鞭をとり、退官を迎えた。2021年5月5日、長年居を構えたキールにて他界。

## 研究内容・業績

### 思想
シュミッツの〈新しい現象学〉の特徴は、フッサールのように自己の経験とそこに現れる事象を反省的に分析するのではなく、日常の何気ない体験、反省以前に否応なく迫り来るような体験を出発点とし、それをできる限りそのまま捉えようとするところにある。身体的・情動的経験は、その典型にして基礎である。その意味で彼の哲学は、まさに身体と感情の現象学と言える。しかし私たちの生における身体的・情動的経験の位置づけと、その哲学的な意義ゆえに、シュミッツの身体と感情の現象学は、きわめて広範な射程をもち、伝統的な哲学の諸問題に新たな光を当てている（以下、重要なトピックを挙げて簡略に説明する）。

### 身体的感知と身体
シュミッツ現象学が身体や感情の経験にアプローチするとき、視覚や触覚に定位するのではなく、「身体的感知（leibliches Spüren）」というのを手がかりにする。これは特定の感覚器官による知覚ではなく、自己の身体において自発的に現れる感覚であり、広がりや狭まり、方向などをもち、たえず変動している。このようにして自らの存在において感知される全体が「身体（Leib）」であり、それは見たり触ったりできる「物体的な身体（Körper）」とは異なる構造をもつ。以下に挙げるトピックのほとんどが、直接的にせよ間接的にせよ、この身体的感知という独特の経験を通して探求される。

### 主観的事実
伝統的な哲学の問題との関連でとりわけ重要なのは、シュミッツの主観性理論である。彼によれば、主観性とは主観と呼ばれる基体の性格ではなく、事実の性格である。シュミッツによれば、近代のいわゆる主観性の哲学は、主観と客観の区別は初めから前提されてその関係を論じるが、そこでは主観の主観としての資格、言い換えれば、「私が他の誰でもなく、私であるのはなぜか」が問われていない。主観的事実とは、この私の存在や経験の比類なさを指し、これは身体的・情動的体験に根ざしている。人間の世界と自己の存在は、この主観的事実において開かれる。そして客観性は、この根源的な事実から主観性を希薄化していったところに成立する。シュミッツによれば、主観的事実を発見したのはフィヒテであり、これは古代ギリシャ以来の哲学の大転換点とされる。

### 内的世界としての自己の否定
シュミッツによれば、古代ギリシャにおいて、自己の自立性を守るために外的世界と内的世界が分離された。すなわち、感情や思考は、内的世界としての魂の中の出来事として、理知的な力によってコントロールし、外的世界には、大きさや形、位置、数など、いつでも誰でも同定できて操作しやすいものだけが存在するものと見なされた。しかし、自己の固有な存在である主観的事実は、その根源的なレベルにおいて、主体と客体の区別を含まない。自己の内部と外部の断絶もない。これによってヨーロッパの哲学を現代まで支配してきた、内的世界としての自己の捉え方が打破される。そしてまたそのさい、身体と感情の空間性がとりわけ重要な意味をもつ。

### 身体と感情の空間性
シュミッツによれば、身体と空間には、いわゆる伝統的な空間概念、すなわち、三次元的な分割・測定が可能な空間とは別種の、固有な空間性がある。身体自身は、まず自らが現われ、存在する場として感知されるが、これは「身体の狭さ（Enge des Leibes）」と呼ばれる。この狭さがとりわけ明瞭に現れるのが、激しい痛みや恐れのように、身体が一気に縮まるのが感じられる経験である。この狭さは、そのつどさまざまな明瞭さで現れるが、それだけで孤立して現れるのではなく、その周りには、茫洋とした広がり、分割も測定もできない独特なヴォリュームが感じられる。これが「広さの空間（Weiteraum）」である。また身体には、動きに伴って方向が生じる。「広さの空間」が、この身体的な方向に応じて分節化されると、「方向空間（Richtungsraum）」が生じる。この二つの空間は、次元をもたない広がりであり、三次元空間のような安定した構造をもたない。三次元空間は、シュミッツにおいて「場所空間（Ortsraum）」と呼ばれ、自己の身体を対象化することで成立する。また、「広さの空間」は、感情の広がりでもある。シュミッツは感情を「襲いかかる雰囲気」と捉える。彼において感情は、内面状態ではなく、春の陽気や秋の憂愁、葬儀の場の沈鬱、ロックコンサートの熱狂のように、空間的に広がり、外的に知覚されるものである。人間と空間のこうした開放的で力動的な関係は、自己がけっして自閉的な内面世界ではなく、周囲の世界や他者へと開かれた存在であることを、何より如実に示している。

### 原初的現在と現在の展開
上記のように、主観的事実の根源的なレベルにおいては、主客の対立を含まないが、それと同様、そこには「かつて」－「今」－「いつか」という時間的分節も、「ここ」－「あそこ」という空間的分節、「ある」－「ない」や「あれ」－「これ」といった存在と個体性の対比もない。それは、「私」、「今」、「ここ」、「ある」、「これ」が未分化に融合した状態である。シュミッツはこれを「原初的現在（primitive Gegenwart）」と呼び、人間のあらゆる存在様態、経験の基層にあるとする。通常は目立たないが、強烈な痛みや恐怖のように身体が極度に狭まるような場合に露わになる。人称、時間、空間、存在、個体の分節化は、原初的現在からこれらの要素が分岐し、それぞれがある程度の自由度を獲得しつつ関連しあうような状態へ移行することで起こる。これが「現在の展開（Entfaltung der Gegenwart）」である。ここで初めて、私、あなた、彼・彼女という人称的区別、過去、現在、未来の時間的分節、「ここ」を起点とするパースペクティヴや、相対的な位置の体系、存在と非存在、現実と仮定、虚構の差異、さまざまな個体の区別が生じる。

### カオス的多様性と状況の存在論
シュミッツによれば、多様性は数多性と混同されてきた。しかし数多性は、個体の区別を前提としている。しかしシュミッツによれば、個体性は原初的現在が展開することで初めて成立する。それ以前は、何と何が同じで何と何が異なるのか、すなわち、同一性と差異性が未決定な状態にある。これをシュミッツは「カオス的多様性（chaotische Mannigfaltigkeit）」と呼ぶ。それに対して、個体性を前提にした多様性は「個体的多様性（individuelle Mannigfaltigkeit）」ないし「数多的多様性（numerische Mannigfaltigkeit）」と言われる。私たちの経験、知覚は、常に多かれ少なかれカオス的な性格をもち、どこかに同一性と差異性が未決定な部分を含んでいる。それはまどろみのようにほとんどがカオス的なものから、目覚めた状態で何かを観察しているときのように、個体性がかなり明瞭な場合までいろいろある。
カオス的多様性との関連で重要な存在論的概念が、「状況（Situation）」である。これはそれ自身が一つの明瞭なまとまりをもちつつも、内部にカオス的多様性を含むもので、典型的なのは「印象」である。人の印象は、服装や髪型など、そのつどさまざまに変わっても、その人に特有のものがある。それは、印象自体の内部は漠然としていて、前と何が同じで何が違うかが未規定でありながら、全体として統一性をもっているからである。その他、世界観や個性も、同じく状況の一種とされる。状況の対概念となるのが「複合体（Konstellation）」であり、これは個別的な要素の集合体である。
伝統的に存在論は個体を前提としているので、何らかの集合や全体（世界、社会、人間の存在様態、人生観、文化など）は、複合体として論じられてきた。しかしシュミッツによれば、それは現実を適切に捉えていない。さまざまな集合や全体は、むしろ状況としての性格をもっていることが多い。状況は、内部の同一性と差異性に未決定な余地があるため、矛盾に対して寛容であるという特性をもつ。他方、複合体は、内部の要素間の関係に柔軟性がなく、緻密で首尾一貫した連関であるとされるので、矛盾や齟齬を含んでいると、全体が脅かされる。しかし世界にせよ、社会にせよ、人生観にせよ、それほど脆弱ではなく、細かく見れば矛盾したところがあっても、全体としては安定しているのが普通である。このようにカオス的多様性と状況の概念を提示したことは、シュミッツの存在論のもっとも重要な意義であり、またこれらは、彼の共同体論においても、基本的な概念になっている。

### 身体的コミュニケーション
シュミッツにとって、人間は、身体と感情の空間的広がりによって、世界へと開放された力動的存在である以上、周囲の事物や他者との関わりは、初めから互いを巻き込み、たえず変化するものである。それをシュミッツは「身体的コミュニケーション（leibliche Kommunikation）」と呼ぶ。これは物体としての身体と他の物や人との間の物理的な相互作用ではなく、身体的に感知される動きであり、知覚、会話、肉体的な共同作業、集団行動、道具や機械の使用など、きわめて多様な経験が身体的コミュニケーションとして捉えられる。これには一方的な場合と相互的な場合がある。一方的な事例は、何かに目が引き付けられたり、場の雰囲気に呑まれたりする経験、相互的な事例は、視線のやり取り、サディズムやマゾヒズム、すれ違う人をよけたり、何人かで家具を運んだりする場合、パニックや集団的熱狂、スポーツのチームプレイなどが挙げられる。身体的コミュニケーションは、シュミッツにおいて他者論のみならず、行動や知覚など、人間の実践的なあり方一般を基礎づけるものである。

### 法感情
シュミッツにおいて、正（Recht）と不正（Unrecht）は、「法感情（Rechtsgefühl）」に基づく。従来、正不正や法を基礎づけるのは、理性や知性であって、感情ではなかった。それは感情が個人的で不安定で、普遍性に欠け、正不正や法のように社会性と普遍性が求められるものには不向きだと考えられたからである。しかし、シュミッツの感情理論は、そうした難点を克服する。彼によれば、感情は空間的に広がり、集団で共有される客観的なものであり、その安定度も普遍性も、実際には思考や理知に劣るわけではない。しかも感情は、ただ客観的なだけではなく、個々人を捉えることで、主観的事実の源にもなる。そうなることで初めて、正不正は、集団の成員にとってと同時に、個々人にとって切実な問題となる。また法感情論は、私たちの実際の経験にも即している。理性的に正不正を基礎づける場合、自由や平等、幸福などの究極的価値が原理とされ、そこから説明されるが、私たちは通常、そのような回りくどい難解なプロセスを経ることなく、正不正を判断している。正不正や法を感情によって基礎づけるのは、現象学的な正当性をもっているのである。シュミッツによれば、主要な法感情には、不正なことが起きたことを示す「憤怒（Zorn）」と、自分が不正な状態に置かれていることを示す「羞恥（Scham）」がある。そのどちらに比重を置くかによって、社会や時代ごとの道徳意識や法体系の違いが理解できる。シュミッツの法感情論は、たんに正不正のみならず、名誉やその毀損、道徳や倫理、規範一般、復讐、犯罪と刑罰など、きわめて多様な事象を包括しており、彼の身体と感情の現象学の実践的応用として注目に値する。

### 心性の自由
自由論もまた、シュミッツ現象学の射程の広さを示す重要なテーマである。私たちはそのつど何らかの身体的・情動的経験に捕らえられているが、他方で常に同時にそれに対して何らかの態度を取っている。こうしたその時々の身体的・情動的経験への関わりは「心性（Gesinnung）」と呼ばれる。シュミッツにおいて身体的・情動的経験は、人間存在を根底から規定しているので、自由や道徳的責任なども、根本的には意志に関わるのではなく、心性に関わるとされる。シュミッツは自らの自由論によって、決定論、非決定論、自己決定のあいだで袋小路に陥った自由をめぐる伝統的な難問も解決できるとする。

### 神的なもの
シュミッツにおいて、宗教は神との関わりではなく、その根源にある「神的なもの（das Göttliche）」との関わりから捉えられる。この神的なものは、オットーのヌミノーゼをより一般化したもので、抗えないほど圧倒的な力をもって襲いかかる雰囲気である。そうした雰囲気には、畏怖、戦慄、荘厳、激しい羞恥心、法悦などいろいろなものがあり、また神的な雰囲気として、どのような感情がどれくらい強烈に体験されるかは、人によっても時と場合によっても異なる。したがってシュミッツにとって神的なものは、永遠不変でもなければ、普遍的に妥当でもなく、体験する主体や状況によって異なる。しかし雰囲気自身は、個人を超えて集団でも体験されるものであり、ある社会や時代で共有されるものでもある。また神的雰囲気は、その強烈さゆえに関わりあうのが困難であるが、それを具象化して「神」とし、様式化した関係を結ぶことで、いわゆる制度としてのより安定した宗教が成立する。このような立場をとるシュミッツの宗教論は、神的なものの原初的体験や、神秘体験から、儀礼や慣習まで幅広く柔軟に扱うことができるという点で特異であろう。

### 芸術論
雰囲気との不安定な関わりをある程度でもコントロールする人間の営みには、大きく分けて三つある。一つは「居住（Wohnung）」であり、これは家や身の回りの調度を整え、周囲から襲いかかるさまざまな雰囲気と選択的に関わり、安定して心地よい空間を作り出すことである。広い意味では街づくりもこれに含まれよう。他の二つの雰囲気との関わりは特殊なもので、一つが上述した宗教、もう一つが芸術である。シュミッツによれば、芸術とは雰囲気を対象化し、それと適度な距離をとりつつ安定した関係をもつ営みである。建築にせよ絵画や彫刻にせよ、さまざまな事物を加工し、色彩を施し、光を加減しつつ作品を作ることで、身体的・情動的に特定の仕方で働きかけるようにする。それは雰囲気を巧みに制御することであり、これを享受することは、作品を通じてその意図された雰囲気を受け取ることなのである。
シュミッツは、身体と感情から人間の経験、自己と世界、自己と社会、自己と他者との関わりを捉え、それらが相互にどのように連関し合っているか、それらが人間の生のうちでどのように位置づけられ、どのような意義をもっているのかを示す。彼の思想の特徴は、きわめて具体的かつ詳細に事象を追求しつつ、全体を緻密に連関づけていくその体系性にある。彼の主著のタイトル『哲学体系』は、たんなる概念的、理論的な体系ではなく、まさに経験、現象の体系をも提示していると言える。『哲学体系』第一巻の冒頭に挙げられているゲーテの言葉は、シュミッツ現象学の本質を表している――「もっとも重要なのは、事実的なもののすべてがすでに理論であると悟ることだ。現象の背後に何も求めてはならない。現象そのものが理論なのである。」

## 著作
- Hegel als Denker der Individualität（個体性の哲学者としてのヘーゲル）Meisenheim 1957.（教授資格論文）
- Goethes Altersdenken im problemgeschichtlichen Zusammenhang（問題史的連関におけるゲーテ晩年期の思想）Bonn 1959.（博士論文の要約版）
- System der Philosophie（哲学体系）Bonn 1964-1980
  - 第1巻　Die Gegenwart（現在）1964.
  - 第2巻　Der Leib（身体）
    - 第1部　Der Leib（身体）1965.
    - 第2部　Der Leib im Spiegel der Kunst（芸術に映し出された身体）1966.

  - 第3巻　Der Raum（空間）
    - 第1部　Der leibliche Raum（身体空間）1967.
    - 第2部　Der Gefühlsraum（感情空間）1969.
    - 第3部　Der Rechtsraum. Praktische Philosophie（法空間　実践哲学）1973.
    - 第4部　Das Göttliche und der Raum（神的なものと空間）1977.
    - 第5部　Die Wahrnehmung（知覚）1978.

  - 第4巻　Die Person（人格）1980.
  - 第5巻　Die Aufhebung der Gegenwart（現在の止揚）1980.
- Subjektivität. Beiträge zur Phänomenologie und Logik（主観性　現象学と論理学への寄与）Bonn 1968.
- Nihilismus als Schicksal ? （ニヒリズムは宿命か）Bonn 1972.
- Neue Phänomenologie（新しい現象学）Bonn 1980.
- Die Ideenlehre des Aristoteles（アリストテレスのイデア論）
  - 第1巻　Aristoteles（アリストテレス）
    - 第1部 Kommentar zum 7. Buch der Metaphysik（『形而上学』第7巻への注解）Bonn 1985.
    - 第2部 Ontologie, Noologie, Theologie（存在論、精神論、神論）Bonn 1985.

  - 第2巻　Platon und Aristoteles（プラトンとアリストテレス）Bonn 1985.
- Anaximander und die Anfänge der griechischen Philosophie（アナクシマンドロスとギリシャ哲学の始原）Bonn 1988.
- Der Ursprung des Gegenstandes. Von Parmenides bis Demokrit（対象の起源　パルメニデスからデモクリトスまで）Bonn 1988.
- Was wollte Kant ? （カントは何を意図したか）Bonn 1989.
- Leib und Gefühl. Materialien zu einer philosophischen Therapeutik（身体と感情　哲学的治療学 hg. v. H. Gausebeck und G. Risch）Paderborn 1989.（改訂増補第2版1992）
- Der unerschöpfliche Gegenstand. Grundzüge der Philosophie（汲み尽くし難きもの　哲学の根本性格）Bonn 1990.
- Hegels Logik（ヘーゲルの論理学）Bonn 1992
- Die entfremdete Subjektivität. Von Fichte zu Hegel（疎外された主観性　フィヒテからヘーゲルへ）Bonn 1992.
- Die Liebe（愛）Bonn 1993.
- Neue Grundlagen der Erkenntnistheorie（認識論の新しい基礎）Bonn 1994.
- Selbstdarstellung als Philosophie. Metamorphosen der entfremdeten Subjektivität（哲学としての自己呈示　疎外された主観性の変容）Bonn 1995.
- Husserl und Heidegger（ハイデガーとフッサール）Bonn 1996.
- Höhlengänge. Über die gegenwärtige Aufgabe der Philosophie（洞窟を歩む　現代における哲学の課題）Berlin 1997.
- Der Leib, der Raum und die Gefühle（身体、空間、感情）Ostfildern 1998.（第2版Bielefeld/Locarno 2007)
- Adolf Hitler in der Geschichte（歴史の中のアドルフ・ヒトラー）Bonn 1999.
- Der Spielraum der Gegenwart（現在の広がり）Bonn 1999.
- Begriffene Erfahrung. Beiträge zur antireduktionistischen Phänomenologie（経験の概念的把握　反還元主義的現象学への寄与）（Gabriele Marx, Andrea Moldzioとの共著）Rostock 2002.
- Was ist Neue Phänomenologie ? （新しい現象学とは何か）Rostock 2003.
- Situationen und Konstellationen. Wider die Ideologie der totalen Vernetzung（状況と複合体　隙のない網の目のイデオロギーに抗して）Freiburg/München 2004.
- Hermann Schmitz im Dialog. Neun neugierige und kritische Fragen an die Neue Phänomenologie（対話におけるヘルマン・シュミッツ　新しい現象学への九つの問い）（Wolfgang Sohstとの対話）Berlin 2005.
- Freiheit（自由論）Freiburg/München 2007.
- Der Weg der europäischen Philosophie（ヨーロッパ哲学の道）Freiburg/München 2007.

第1巻　Antike Philosophie（古代哲学）
第2巻　Nachantike Philosophie（古代から現代まで）
- Logische Untersuchungen（論理学研究）Freiburg/München 2008.
- Kurze Einführung in die Neue Phänomenologie（新しい現象学への入門） Freiburg/München 2009 (3. Aufl. 2012).  （イタリア語訳） Nuova Fenomenologia. Una introduzione, a cura di T. Griffero, Milano 2011.  （ポーランド語訳）Nowa Fenomenologica. Krótkia wprowadzenie. prezl. A. Przylebski, Warschau 2015.  （フランス語訳）Brève introduction à la nouvelle phénoménologie. Trad. de Jean-Louis Grosos et Philippe Georget, Paris 2016.  （デンマーク語訳）Kort indføring i den nye fænomenologi. Oversat af Sune Frølund, Aalborg 2017.
- Jenseits des Naturalismus（自然主義の彼方） Freiburg/München 2010.
- Bewusstsein（意識. Freiburg/München 2010.
- Der Leib（身体. Berlin/New York 2011.  （デンマーク語訳）Kroppen. Oversat af Malthe Strandby Nielsen, Aalborg 2017.
- Neue Phänomenologie（新しい現象学） Hermann Schmitz im Gespräch. Hrsg. v. H. Werhahn, Freiburg/München 2011.
- Das Reich der Normen（規範論）.Freiburg/München 2012.
- Kritische Grundlegung der Mathematik. Eine phänomenologisch-logische Analyse（数学の批判的基礎――現象学的.論理的分析） Freiburg/München 2013.
- Phänomenologie der Zeit（時間の現象学） Freiburg/München 2014.
- Atmosphären（雰囲気） Freiburg/München 2014.
- Gibt es die Welt?（世界は存在するか ） Freiburg/München 2014.
- Momentaufnahmen der Reflexion（反省の瞬間を撮る）. Bernhard Langerock/Hermann Schmitz. Freiburg/München 2014.
- selbst sein. Über Identität, Subjektivität und Personalität（自己自身　アイデンティティ、主観性、人格性）Freiburg/München 2016.
- Ausgrabungen zum wirklichen Leben（現実の生への発掘） Eine Bilanz. Freiburg/München 2016.
- Zur Epigenese der Person（人格の後発的生成） Freiburg/München 2017.
- Wozu Philosophiren?（何のために哲学するのか） Alber, Freiburg/Br. 2018.
- Wie der Mensch zur Welt kommt. Beiträge zur Geschichte der Selbstwerdung.（いかにして人は世界へと至るのか？　自己生成の歴史への寄与） Alber, Freiburg/Br. 2019.

## 関連文献
- 小川侃編『身体と感情の現象学』産業図書、1986年。
- 小川侃・梶谷真司共編『新現象学運動』世界書院、1999年。
- 梶谷真司『シュミッツ現象学の根本問題　身体と感情からの思索』京都大学学術出版会、2002年。